# Serafim Toulikov
Serafim Sergueïevitch Toulikov (en russe : Серафим Сергеевич Туликов), de son vrai nom Serafim Grigorievitch Boboïedov (Серафим Григорьевич Бобоедов) est un compositeur soviétique puis russe, né le 7 juillet 1914 à Kalouga (Empire russe), et mort le 29 janvier 2004, à Moscou (fédération de Russie).
L'une de ses œuvres les plus connues est la chanson patriotique Lénine est toujours avec toi (Ленин всегда с тобой), composée en 1955 sur des paroles de Lev Ivanovitch Ochanine (Лев Иванович Ошанин).